# Контакт (кіностудія)
Кіностудія «Контакт» — кіностудія Національної спілки кінематографістів України заснована 1987 року. На кіностудії створено близько 250 фільмів різного жанру та стилю: художніх, документальних, науково-пізнавальних, рекламних.
Кіностудія «Контакт» знімає фільми на замовлення та за підтримки Міністерства культури і туризму України, Міністерства охорони довкілля України, ТРК «Студія 1+1», Міжнародного фонду «Відродження», Фонду братів Кличків, компаній «Аеробуд», «Аеропорт Бориспіль», Центру Євмінова та ін.
З дня заснування Кіностудії «Контакт» її очолювала заслужена працівниця культури України Лариса Роднянська. Після її смерті 2004 року студією керує член НСКУ Леонід Винокур.

## Проєкти
- «Міста України» — цикл документальних фільмів про багатогранну історію великих і малих міст України.
- «Наші сучасники» — кінопортрети відомих діячів політики, культури і науки сучасної України.
- «Обрані часом» — фільми про долі видатних особистостей, що народились в Україні. Знято понад 50 фільмів, серед яких життєписи Олександра Архіпенка, Амвросія Бучми, Михайла Булгакова, Володимира Винниченка, Миколи Глущенка, Володимира Горовиця, Леся Курбаса, Соломії Крушельницької, Сержа Лифаря, Дмитра Мілютенка, Віктора Некрасова та ін.
- «Пісні серця» — десять кіноісторій про улюблені та найвідоміші українські пісні створені у середині 20 століття.
- «Червоний ренесанс» — трилогія про феноменальне явище української культури 1920-х — 1930-х років, яке отримало назву «Розстріляного відродження».

Кіностудія «Контакт» створює також фільми, які стосуються найактуальніших та найгостріших проблем сьогодення України: «Перед лицем дитини» (дитяча безпритульність та сирітство), «Позитивні люди» (боротьба з ВІЛ/СНІД), «Адам і Єва» (соціальні аспекти життя сучасних шахтарів), «Спаси і вбережи» (екологія України) та ін.

## Нагороди
Фільми Кіностудії «Контакт» відзначені призами та преміями численних кінофестифалів, зокрема:
- Премією «Ніка» (1995—1996)
- Головними призами «Золота Ера» Українського телебачення в номінації «Документальний фільм» за проєкт «Обрані часом» (1999)
- Премією Національного фестивалю «Відкрита ніч»
- Премією фестивалю «Кіношок — 2000» за фільм «… від Булгакова»
- Гран-прі Міжнародного фестивалю туристичних фільмів «Вітер мандрів» за фільми «Місто Коло-миї» та «Петридава — Кам'янець-Подільський» (2001)
- Приз Міжнародного кінофоруму «Золотий вітязь» (2005) за відеофільм «Побачити інші часи» (проєкт «Обрані часом») та ін.

## Озвучення українською
Починаючи з 1990-их студія Контакт озвучувала фільми та телесеріалу на замовлення телеканалу 1+1.
http://studiocontact.com.ua/ [Архівовано 29 березня 2022 у Wayback Machine.]